# ドライウォーター
ドライウォーター(Dry water)は、珍しい形態の「粉末化された液体」であり、砂粒くらいの小さな水滴が砂状のシリカコーティングで覆われた水－空気エマルションである。ドライウォーターは実際には95％の液体の水からなるが、シリカコーティングが、水滴が結合し、まとまった量の液体に戻るのを防いでいる。その結果、見かけは食卓塩に非常によく似た白い粉となる。また、研究者の間では「からっぽの水(empty water)」として知られている。

## 発見
ドライウォーターは、1968年に初めて特許化された、化粧品の分野で潜在的な用途があると考えられ、化粧品会社にすぐに権利化された。2006年に英国のハル大学によって再発見され、以来、他の分野での利用可能性について評価・研究されてきた。ドライウォーター自体、製造するのは非常に簡単である。 疎水性のシリカナノ粒子と水とを、攪拌軸と羽根を備えたモータを用いて、19,000rpmで90秒間混合することで、水滴は完全にシリカで被覆される。

## 用途
特定のガスは、ドライウォーターと混合すると水と結合し、固体の包接水和物内に閉じ込められる。これは、偶発的な爆発リスクを低減し、爆発性のガスを簡単に輸送できる可能性を示している。現在、ドライウォーターは、大気中の温室効果ガスを捕捉して密封する炭素隔離剤としての使用が検討されている。科学者たちは、ドライウォーターが、将来、地球温暖化防止に役立つと考えている。なぜなら、同じ時間では、通常の水よりも3倍も多くの二酸化炭素を貯蔵できることが分かったからだ。ドライウォーターには、危険な物質の輸送と保管のための用途もある。ドライウォーターの内部に貯えられた物質は粉末化して安定化させることができるため、揮発性化合物の媒体として使用することができ、物質の揮発性を抑制するだけでなく、輸送重量をも減少させる。大量の揮発性ガスや物質を恒久的に拘束することなく貯蔵し、安定化させることができるため、ドライウォーターは自動車の燃料電池の構成材として潜在的な用途があるという理論も立てられている。その性質上、ドライウォーターは吸着剤として分類される。エマルションが必要とされる分野では多くの潜在的な用途がある。最近の研究では、ドライウォーターが反応を活性化させたり、触媒として働くことが見出されている。

## 参照
- 二酸化炭素貯留
- 燃料電池
- 吸着材
- エマルジョン
- 揮発性有機化合物